# Coulonvillers Communal Cemetery
Coulonvillers Communal Cemetery is een begraafplaats gelegen in de Franse plaats Coulonvillers (Somme). De militaire graven worden onderhouden door de Commonwealth War Graves Commission.
De begraafplaats telt 8 geïdentificeerde Gemenebest graven, waarvan een uit de Eerste Wereldoorlog en 7 uit de Tweede Wereldoorlog.